# شعب البز (حرض)

تعديل مصدري - تعديل

شعب البز هي إحدى قرى عزلة بني الحداد بمديرية حرض التابعة لمحافظة حجة، بلغ تعداد سكانها 356 نسمة حسب تعداد اليمن لعام 2004.